# Venus in Furs
"Venus in Furs" är en låt skriven av Lou Reed och inspelad av rockbandet The Velvet Underground till deras debutalbum The Velvet Underground and Nico, utgivet 1967. Låttexten kretsar kring sadomasochism och är inspirerad av boken Venus i päls (en: Venus in Furs) av Leopold von Sacher-Masoch. Utmärkande för låten är också John Cales fiolspel.
"Venus in Furs" var en av tre sånger som The Velvet Underground framförde under sin första spelning på Summit High School i november 1966, tillsammans med "There She Goes Again" och "Heroin". Såväl Lou Reed som John Cale har spelat låten live under sina respektive solokarriärer. Den finns bland annat med på Reeds Animal Serenade (2004) och Cales Circus Live (2007).
Coverversioner har bland annat gjorts av The Smashing Pumpkins, Dave Navarro och Monster Magnet.